# Captive State
Captive State (conocida como La rebelión en Hispanoamérica y Nación cautiva en España), es una película estadounidense de ciencia ficción y suspenso dirigida por Rupert Wyatt y coescrita por Wyatt y Erica Beeney. Está protagonizada por John Goodman, Vera Farmiga, Ashton Sanders y Jonathan Majors.
Fue estrenada el 15 de marzo de 2019 por Focus Features.

## Sinopsis
En 2019 Chicago es colocada bajo la ley marcial, después de una invasión extraterrestre global. Cuando la familia Drummond intenta huir de la ciudad, rompen una barricada pero se enfrentan a los extraterrestres, que vaporizan a los padres pero dejan vivos a sus hijos Gabriel y Rafe.
Para 2027, el mundo ha capitulado ante los "Legisladores" extraterrestres, sometiéndose a su gobierno. Los humanos son reclutados para construir las "Zonas Cerradas", hábitats subterráneos para los extraterrestres, con acceso solamente otorgado para altos funcionarios humanos del gobierno de ocupación.
Gabriel Drummond (Ashton Sanders), que vive en el empobrecido barrio Pilsen, se enfrenta al comandante de la Special Branch de la Policía de Chicago, William Mulligan (John Goodman), que se asoció con el padre de Gabriel antes de la invasión. Mulligan está convencido de que el grupo de resistencia Phoenix no ha sido neutralizado, al contrario de lo que se le ha dicho al público, pero Gabriel no le ofrece información.
Gabriel se reúne con un miembro de Phoenix para vender un cigarrillo enrollado a mano que contiene información secreta recibida de un compañero de trabajo. El hombre lo lleva a Wicker Park, donde se encuentra con su hermano Rafe (Jonathan Majors), líder de la resistencia. Rafe toma el cigarrillo codificado y le indica a Gabriel que se vaya, ya que Phoenix planea atacar el acto de multitudes del Rally Unity en el estadio Soldier Field. Corriendo a su departamento y empacando apresuradamente, Gabriel se enfrenta nuevamente a Mulligan, quien lo tenía bajo vigilancia. Gabriel evade a Mulligan y se esconde bajo tierra.
El código del cigarrillo permite que el equipo de Rafe acceda al sistema de vigilancia de la Special Branch y a los patrones de despliegue de las fuerzas de seguridad. Rafe y otros miembros de Phoenix atacan el Unity Rally, usando un dispositivo explosivo alienígena invisible, contra los alienígenas cuando estos llegan en su nave. El ataque inicialmente parece exitoso, pero la ciudad es bloqueada y rodeada por la policía. Enfurecidos por el ataque, los extraterrestres traen cazadores de fuera del mundo para buscar a los perpetradores, encontrando a Rafe y sus cómplices Anita (Caitlin Ewald) y Daniel (Ben Daniels). Anita es vaporizada y Daniel ingiere cianuro para evitar ser capturado, pero Mulligan dispara y arresta a Rafe antes de que pueda tomar cianuro.
Gabriel sale de su escondite pero es detenido durante una redada policial. Mulligan le muestra a su hermano siendo torturado por información y lo convence de enviar un mensaje a través de la red de Phoenix con la esperanza de conocer al supuesto líder, Número Uno. Gabriel finalmente es llevado frente a Jane Doe (Vera Farmiga, una prostituta que dirige un burdel en Pilsen, quien lo reconoce por su nombre, hecho que confunde a Gabriel. La policía allana la casa y Doe es asesinada.
La investigación posterior revela que Jane Doe había colocado micrófonos ocultos en su residencia para grabar sus conversaciones privadas con miembros de la Rama Especial y recopilar así información clasificada sobre los invasores alienigenas. Las cintas revelan que el comisionado de policía Eugene Igoe (Kevin Dunn) divulgó información confidencial sobre la llegada de los Legisladores extraterrestres al Soldier Field, lo que permitió al grupo Phoenix desarrollar su estrategia de ataque. Igoe, junto con Rafe y muchos otros, son deportados fuera del mundo y Mulligan, declarando neutralizada la amenaza de Chicago, es ascendido a Comisionado en funciones.
Mulligan se reúne con Gabriel en privado, y Gabriel lamenta que el plan de Rafe fracasó. Mulligan, recuperando una caja recibida anteriormente de Doe, revela un teléfono BlackBerry, entregándole la tarjeta de memoria a Gabriel y sugiriendo que el fracaso era el plan previsto todo el tiempo. Gabriel revisa en su trabajo habitual de destrucción de memorias, el contenido de la tarjeta: un video que muestra su propio baby shower y revela que Jane Doe enseñó en la misma escuela que su madre. Fue en una fiesta cuando le presentaron a Mulligan, con varios de los actuales miembros de Phoenix presentes, y el video se cierra con Mulligan dejando un mensaje para Gabriel, inspirándolo a llevar la antorcha de Phoenix.
Mientras tanto, Mulligan es autorizado para reunirse bajo tierra con los Legisladores. A medida que desciende, la sustancia invisible del poderoso explosivo alienígena lo envuelve, lo que indica que él es parte de la resistencia y que todo el plan fue orquestado para permitirle asestar un golpe fatal a los legisladores en su propio reducto subterráneo.
Durante los créditos, un mapa detalla que la Zona Cerrada fue destruida con éxito, con otros ataques de resistencia y protestas en ciudades de todo el mundo, lo que indica que la exhortación inicial a "encender un fósforo y encender una guerra" ha llevado al levantamiento contra los opresores alienígenas de la humanidad.

## Reparto
- John Goodman como William Mulligan.
- Ashton Sanders como Gabriel Drummond.
- Jonathan Majors como Rafe.
- Machine Gun Kelly como Jurgis.
- Vera Farmiga como Jane Doe.
- Alan Ruck como Rittenhouse.
- Kevin Dunn como Police Chief Igoe.
- David J Height como Master of Ceremonies.
- Madeline Brewer como Rula.
- Ben Daniels como Daniel.
- D. B. Sweeney como Levitt.
- Kevin J. O'Connor como Kermode.
- Kiki Layne como Carrie.
- Marc Grapey como Mayor Ed Lee.
- James Ransone como Ellison.

## Producción

### Desarrollo
El 24 de agosto de 2016, se anunció que Rupert Wyatt dirigiría una película de ciencia ficción titulada Captive State desde un guion escrito por Wyatt y su esposa Erica Beeney. Más tarde ese mes, se reportó que Participant Media había ganado los derechos de la película y la produciría junto a Amblin Partners, con Focus Features distribuyendo la película domésticamente y Entertainment One distribuyéndola en varios mercados, incluyendo Canadá, Reino Unido, Nueva Zelanda, y Australia.

### Casting
En noviembre de 2016, John Goodman firmó para protagonizar la película. El mes siguiente, Ashton Sanders se unió al reparto. Vera Farmiga, y Jonathan Majors se unieron al reparto el 25 de enero de 2017. El 2 de febrero de 2017, Kevin Dunn se unió a la película en un papel secundario. Madeline Brewer se unió como el interés amoroso del personaje de Sanders, el, 21 de febrero de 2017. En marzo de 2017, Ben Daniels confirmó su aparición en la película vía su cuenta de Twitter.

### Rodaje
El rodaje comenzó en 15 de febrero de 2017 en  Chicago, Illinois. Esta tomo lugar principalmente en Cinespace Chicago Film Studios, y gran cantidad de escenas fueron en el vecindario Lower West Side de Pilsen. En marzo de 2017, la producción duro dos días en Edgewater, Chicago.
Machine Gun Kelly sufrió una fractura en el esternón a finales de la filmación, supuestamente debido a repetidos golpes en el pecho, de una persona sin revelar que interpretaba a un oficial de policía.

## Música
En marzo de 2018, se reportó que Rob Simonsen compondría la banda sonora de la película.

## Estreno
En mayo de 2017, se reportó que Focus Features planeaba estrenar la película en Estados Unidos, el 17 de agosto de 2018. Posteriormente fue pospuesta para el 29 de marzo de 2019 y finalmente al 15 de marzo de 2019.